# Бачковский монастырь
Бачковский монастырь (болг. Бачковски манастир, в древности «Петрицонский») — второй по величине после Рильского православный ставропигиальный мужской монастырь Болгарской православной церкви. Находится в регионе Родопских гор на правом берегу реки Чаи, в 189 км от Софии и в 10 км от Асеновграда. Знаменит сочетанием традиций византийской, грузинской и болгарской культур. Бачковский монастырь — одно из самых посещаемых мест в Болгарии, важный туристический центр, входит в список ста национальных достояний Болгарии.

## История
Бачковский монастырь Успения Божьей Матери был основан в 1083 году византийским полководцем Грузинского происхождения, доместиком византийского императора, Григорием Бакурианом и его братом Абазием. Григорий Бакуриани лично написал типик монастыря на греческом, грузинском и армянском языках, отметив о своем православном вероисповедании грузинского толка на первой странице типика, подписав его в конце грузинскими буквами.

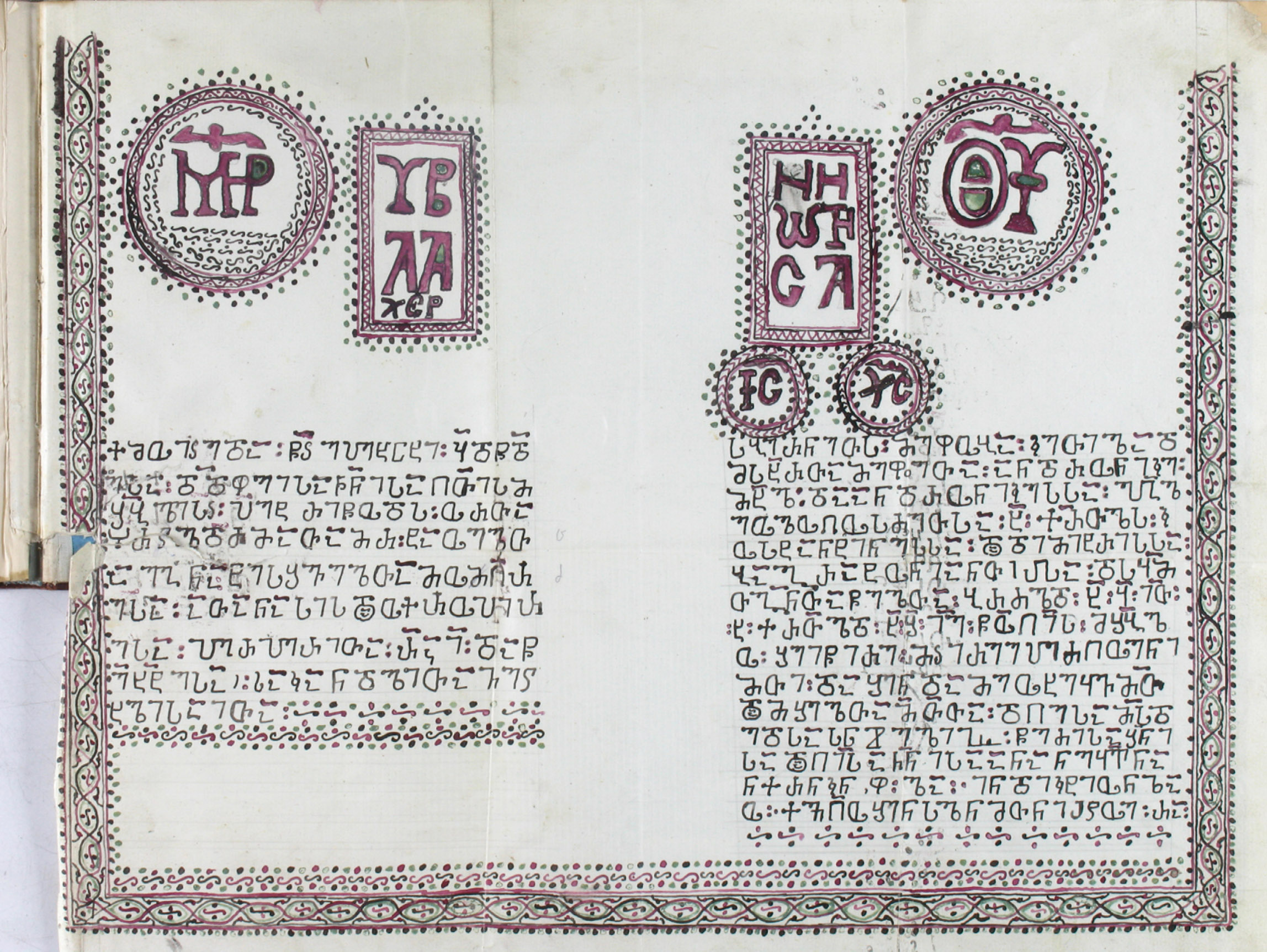
Типик Бачковского монастыря, последняя страница

Монастырь был населен монахами исповедующими только православие грузинского толка, что отмечалось в уставе. Богослужение велось на грузинском языке. В то время эта местность входила в состав Византийской империи.
Во времена Второго Болгарского царства обители покровительствовал царь Иоанн-Александр, увековеченный на одной из сохранившихся фресок монастыря, с XI века при монастыре функционировала школа. Вероятно, что в XIV веке в монастырское братство стали вступать греческие и болгарские монахи, хотя монастырь продолжал оставаться иверийским.
После завоевания Болгарии турками последний патриарх Второго Болгарского царства Евфимий Тырновский был заточен именно в Бачковском монастыре, где и умер около 1403 года. В застенках монастыря патриарх вместе со своими учениками активно занимался книжной и религиозной деятельностью.
С этого момента начался постепенно усиливающийся процесс эллинизации Болгарской Церкви, естественно и Бачковского монастыря, братия которого стала пополняться иноками греческой и болгарской национальности, игуменами начали ставить греков или эллинизированных болгар.
В 1604 в центре монастыря был воздвигнут новый храм в честь Святой Троицы.
В последней четверти XIX столетия, в связи с крайним обострением греко-болгарского церковного спора, между обеими сторонами шла упорная борьба за обладание монастырем. Окончилась она тем, что в 1894, по просьбе монастырского братства, Св. Синод Болгарской Православной Церкви принял монастырь в своё ведение.
Пережив первую волну турецкого нашествия, монастырь, однако, не смог избежать участи других религиозных учреждений и в XV веке был разграблен, а позже разрушен. Начало восстановления духовной жизни Бачковского связывают с XVI веком. В 1604 году были отреставрированы уникальные фрески, дошедшие и до наших времен.

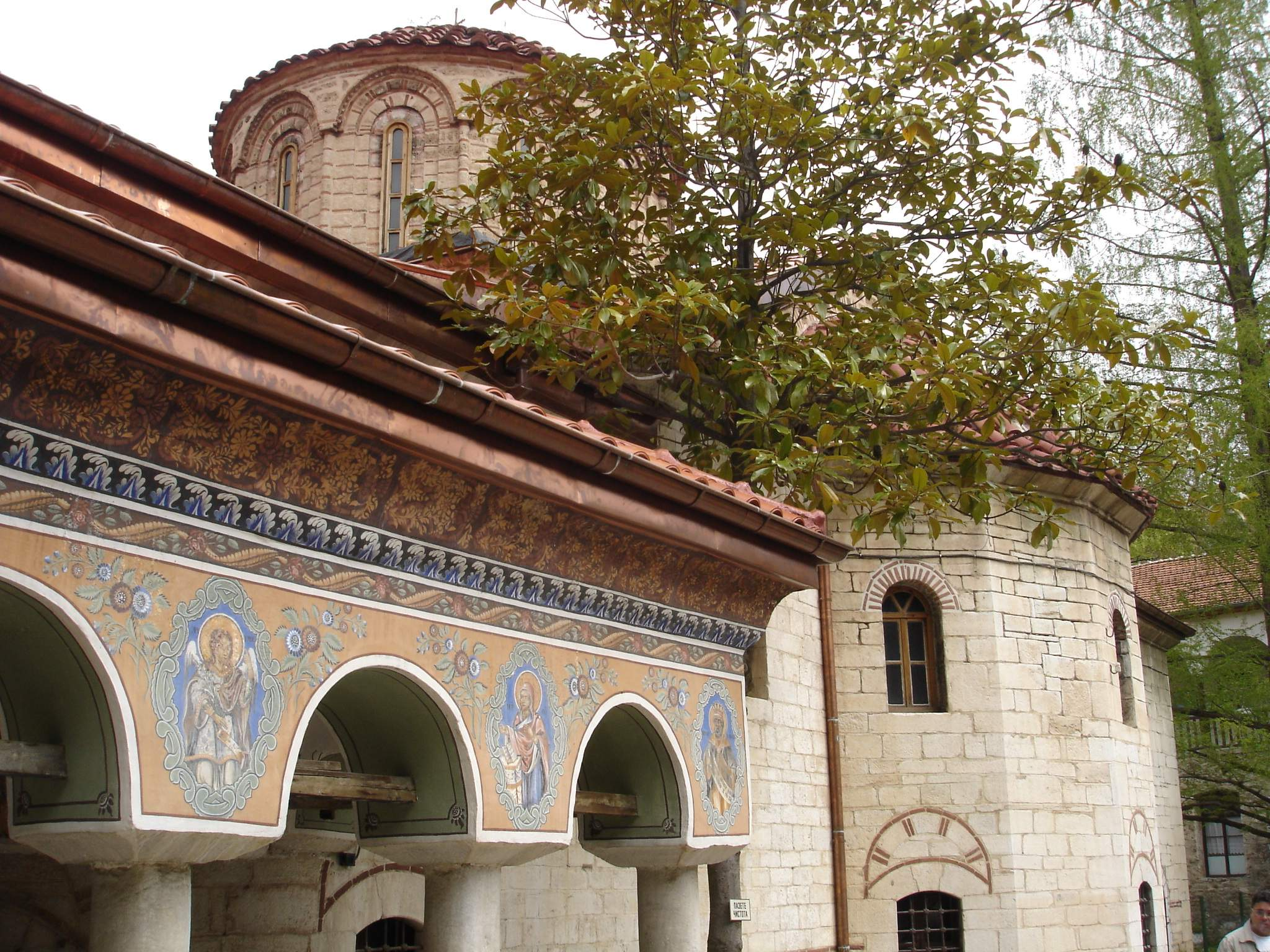

В монастыре находится костница, стены которой украшены изображениями святых в квадратных и круглых медальонах. Изображения выполнены в стиле одной из ветвей провинциального византийского искусства.
В главном монастырском храме хранится чудотворный образ Божией Матери XI века с надписями на грузинском языке. У противоположной стены покоится скончавшийся в 1957 Экзарх Болгарский Стефан.

## Монастырь сегодня

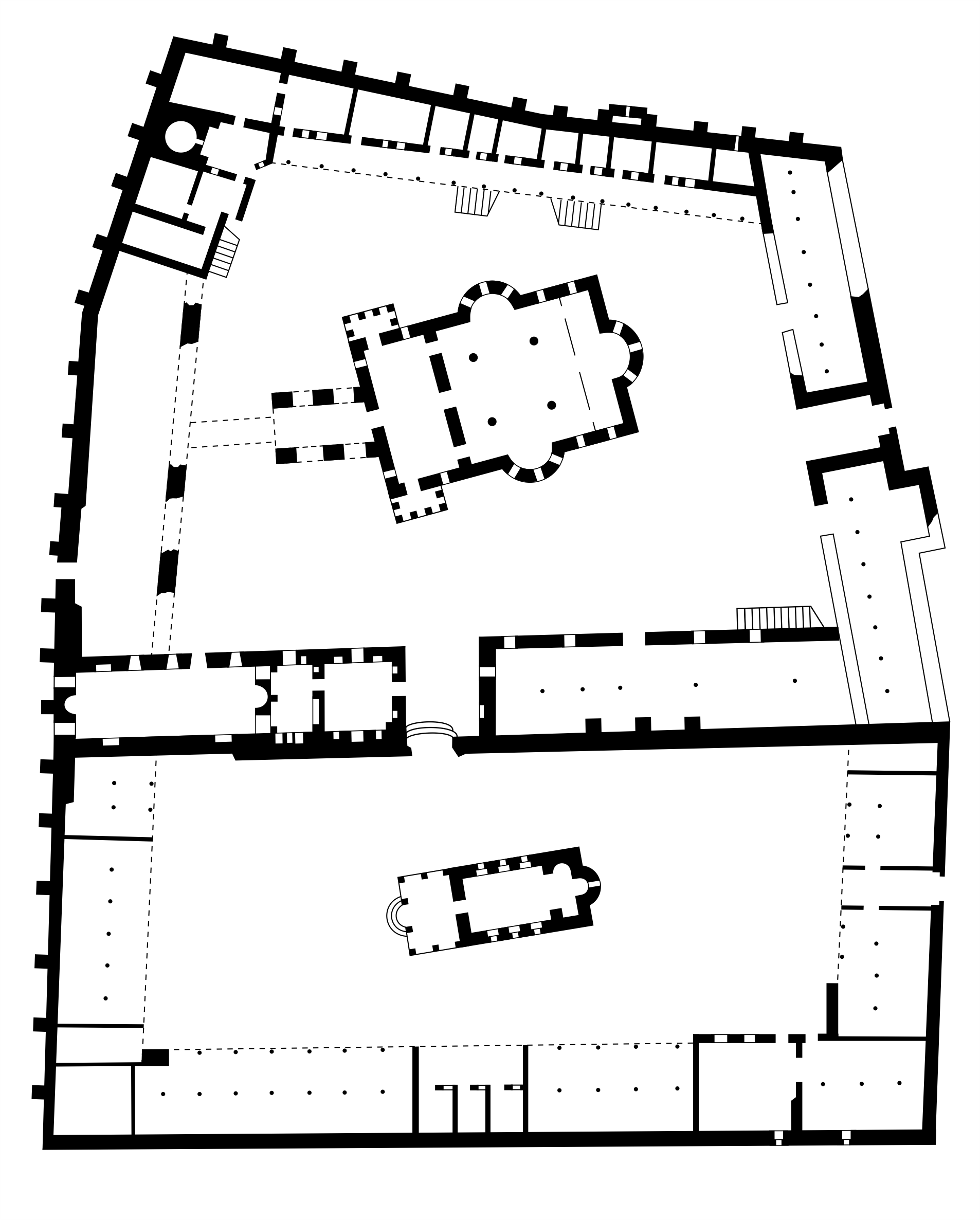
План монастыря

Единственной сохранившейся частью монастыря со времен его основания является склеп, находящийся в 300 метрах от более современных монастырских строений. Собор Пресвятой Девы Марии, построенный в 1604 году, является местом нахождения Чудотворной иконы Богородицы «Умиление» (недоступная ссылка), привлекающей множество паломников. К средневековым постройкам также относят церковь Святого Архангела, цокольный этаж которой расписывал самый известный болгарский художник эпохи национального возрождения — Захарий Зограф. Музей монастыря работает с 9:00 до 17:00 и гордится своей богатой коллекцией книг, икон, хранит меч Фридриха Барбароссы.

## Игумены
- архимандрит Паисий (Пастирев) (24 октября 1905—1906)
- иеромонах Климент (Хитров) (1907—1912)
- архимандрит Панарет (Наумов) (1 ноября 1913 — 1 октября 1915; 1919—1923)
- архимандрит Паисий (Пастирев) (1 февраля 1923 — 11 июля 1927)
- иеромонах Никодим (Пиперов) (11 июля 1927 — 31 июля 1929)
- епископ Брегалнишский Панарет (Наумов) (1 сентября 1929 — 1 сентября 1933)
- архимандрит Климент (Янев) (1 сентября 1933 — 12 сентября 1936)
- архимандрит Нафанаил (1 ноября 1936 — 31 августа 1938)
- архимандрит Пимен (Энев) (15 сентября 1938 — 21 апреля 1947)
- архимандрит Иона (Проданов) (21 апреля 1947 — 30 ноября 1949)
- архимандрит Герасим (Боев) (10 февраля 1950 — 15 апреля 1951)
- епископ Траянопольский Симеон (Цонев) (15 апреля 1951 — 15 июля 1955)
- епископ Агафоникийский Иона (Проданов) (15 июля 1955 — 12 декабря 1959)
- архимандрит Филарет (Игнатов) (1 февраля 1961 — 15 сентября 1964)
- епископ Браницкий Герасим (Боев) (15 сентября 1968 — 1 августа 1971)
- архимандрит Иларион (Цонев) (1 августа 1972 — 31 декабря 1980)
- епископ Смоленский Нестор (Крыстев) (1 января 1981 — 31 июля 1985)
- архимандрит Галактион (Табаков) (1 июля 1985 — 15 июля 1986)
- епископ Агафоникийский Наум (Шотлев) (15 июля 1986 — 15 января 2004; до смерти, последовавшей 31 марта 2005 года, носил почётное звание проигумена)
- епископ Агафоникийский Борис (Добрев) (15 января 2004 — 19 февраля 2014)
- архимандрит Симон (Бодуров) (19 февраля 2014 — 17 декабря 2017)
- архимандрит Самуил (Теодосиев) (17 декабря 2017 — 3 апреля 2019)
- епископ Сионий (Радев) (с 3 апреля 2019)